# Eimeria bovis
Eimeria bovis ist ein parasitischer Einzeller aus der Gruppe der Kokzidien. Er ist neben Eimeria zuernii der bedeutendste Erreger der Rinderkokzidiose (Rindereimeriose). Neben dem Hausrind werden auch Zebu, Wasserbüffel, Wisent und Banteng befallen.
Die eiförmige Oozyste ist 26–32 × 18–21 µm groß, ihre Hülle ist orangebraun, doppelwandig, 2 µm dick und glatt. Am schmalen Ende liegt die Mikropyle. Die Sporozysten sind 14–17 × 6–8 µm groß. Die aus den Sporozyten freigesetzten Sporozoiten dringen in die Endothelzellen der Lymphkapillaren des Dünndarms ein und reifen da zu den bis zu 300 µm großen Makromeronten. Innerhalb von etwa zwei Wochen entwickeln sich in diesen 12 µm lange Merozoiten. Diese dringen in die Darmepithelzellen des Blind- und Grimmdarms ein, wo die zweite Merontengeneration mit 30 bis 36 Exemplaren entsteht. Aus diesen differenzieren sich die Makro- und Mikrogamonten, welche für die Darmschäden verantwortlich sind. Die Präpatenz beträgt 18 bis 21 Tage, die Patenz 11 Tage.